# Chalepides hydrophiloides
Chalepides hydrophiloides är en skalbaggsart som beskrevs av Hermann Burmeister 1847. Chalepides hydrophiloides ingår i släktet Chalepides och familjen Dynastidae. Inga underarter finns listade i Catalogue of Life.